# Яйцо в корзине
Яйцо в корзине — блюдо американской кухни, яйцо, обжаренное внутри ломтика хлеба.

## Описание
Блюдо состоит из ломтика хлеба с яйцом посередине, обжаренного на сливочном или растительном масле. Его обычно готовят, вырезая круглое или квадратное отверстие в центре ломтя хлеба, который можно смазать маслом. Хлеб обжаривают на сковороде с растительным или сливочным маслом, животным жиром либо маргарином. В отверстие в поджаренном хлебе разбивается яйцо. Добавление яйца в хлеб определяет степень прожарки яйца и хлеба по отношению друг к другу в конечном продукте. Можно перевернуть хлеб, пока он находится на огне, и накрыть сковороду крышкой для равномерного приготовления. Вафли или бейглы (с достаточно большим отверстием) также могут заменить ломтик хлеба.

## Название и упоминания в массовой культуре
У блюда много названий, в том числе «bullseye eggs», «eggs in a frame», «egg in a hole», «eggs in a nest», «gashouse eggs», «gashouse special», «gasthaus eggs», «hole in one», «one-eyed Jack», «one-eyed Pete», «pirate’s eye», и «popeye»
Блюдо также известно, как «яйца Гая Кибби» из-за того, что его приготовил актер Гай Кибби в фильме Warner Bros 1935 года «Папа Мэри Джейн». Его также называют «яйца Бетти Грейбл» из-за приготовления актрисой «gashouse eggs» в фильме 1941 года «Луна над Майами». Его готовят как Хьюго Уивинг, так и персонажи Стивена Фрая в фильме 2005 года «V значит Вендетта», причем последний называет его «яйцом в корзине». Другие появления в фильмах включают «Moonstruck» (1987) и «The Meddler» (2016).
Это блюдо готовят в эпизоде сериала «Кувалда» 1987 года, главный герой стреляет из револьвера в дырку в хлебе. В эпизоде сериала «Друзья» 1996 года персонаж Джоуи Триббиани назвал это «яйцами с хлебом с дыркой посередине, как я!». В эпизоде «Люцифера» 2016 года его готовят из гавайского хлеба. Среди других появлений на телевидении: «Фрейзер» (1993), «Однажды в сказке» (2013), «Удивительная миссис Мейзел» (2019), «Нетипичный» (2019), и «Search Party» (2022).
Писатель Роальд Даль много раз писал о своей любви к этому блюду, которое он называл «тепличными яйцами» (hot-house eggs).